# Bacopa stellarioides
Bacopa stellarioides là một loài thực vật có hoa trong họ Mã đề. Loài này được (Cham.) Loefgr. & Edwall mô tả khoa học đầu tiên năm 1897.